# Pangrapta quieta
Pangrapta quieta là một loài bướm đêm trong họ Erebidae.